# Shepherd Auto-Engine Company
Shepherd Auto-Engine Company war ein US-amerikanischer Hersteller von Motoren und Automobilen.

## Unternehmensgeschichte
Robert C. Shepherd hatte bereits seit einigen Jahren Bootsmotoren hergestellt. Am 16. Juli 1903 gründete er zusammen mit Ross R. Forster, J. R. Newberry, J. E. Ward, Russell J. Waters und K. C. Wells das neue Unternehmen. Der Sitz war in Los Angeles in Kalifornien. Zunächst entstanden Motoren. Im Dezember 1903 kamen Automobile dazu. Der Markenname lautete Shepmobile. Im April 1904 endete die Produktion dieses Personenkraftwagens. Nun wurden Nutzfahrzeuge gefertigt.
1905 verließen Shepherd und Waters das Unternehmen. John R. Newberry wurde neuer Präsident. Unter seiner Leitung wurden in dem Jahr noch einige Pkw hergestellt. Im gleichen Jahr wurde das Unternehmen aufgelöst.

## Fahrzeuge
Die Pkw von 1903 bis 1904 hatten einen Einzylindermotor. Er leistete 7 PS. Der Aufbau war ein offener Runabout. Ein Tonneau hinter den Vordersitzen für weitere Passagiere konnte montiert und entfernt werden. Zur Motorhaube wird geschrieben, dass sie so geschwungen war wie bei vielen französischen Modellen.
Die Nutzfahrzeuge ab 1904 waren Lieferwagen. Auch sie hatten einen Ottomotor. Der Auftrag lautete über 50 Fahrzeuge.
Zu den Pkw von 1905 ist nichts bekannt.